# Miguel Gizzas
Miguel Nuno Alves da Silva de Jesus (Lisboa, 6 de fevereiro de 1971), mais conhecido como Miguel Gizzas e Miguel Jesus, é um cantor e escritor português.

## Biografia
É o pioneiro mundial na criação de romances musicais, livros com temas compostos especificamente para a história, interpretados pelo artista, aos quais se acede através de Códigos QR, incluídos nas páginas dos livros. É ainda pioneiro mundial na criação de cine-concertos onde a história dos romances é contada em palco através de várias artes.
Músico profissional desde 2001, efetuou mais de 500 atuações antes de lançar o seu primeiro álbum, Tempo Ganho, que ocupou o 3º lugar do top nacional de vendas.
Formou-se em Economia pela Universidade Nova de Lisboa em 1993, completando o MBA e a tese de mestrado em 2004, na Universidade Católica Portuguesa, onde desempenhou funções docentes no curso de Gestão.

## Carreira
Estreou-se a 6 de fevereiro de 2001, no Excepto Bar, em Carnaxide. Daí até 2010, fez mais de 500 concertos.
Em 2011, lançou o seu álbum de estreia "Tempo Ganho" que, com o single "Amor num Mundo Normal" chegou ao 3º lugar do top nacional de vendas. Desse álbum, o tema "Dois olhares" foi um dos temas da novela Doce Tentação.
Em 2014, lança o seu primeiro romance musical, "Até que o Mar Acalme", um romance com temas compostos e interpretados pelo artista, que podem ser escutados a partir do próprio livro, através da tecnologia de QR codes.
Em 2016 é lançado o segundo romance musical, "O Dia em que o Mar Voltou". O tema "Foste Tu" foi o single de lançamento. Desta obra nasce, em 2019, o seu primeiro cine-concerto, com o mesmo título. Um concerto e um filme, que conta a história do livro, numa experiência simultânea de literatura, música e cinema. A tour deste concerto arrancou em janeiro de 2019 e estendeu-se até 2020.
Em 2020, no início da pandemia, compôs o "Hino do Agradecimento", que juntou muitos nomes da música e televisão. A receita deste tema - editado a partir de gravações caseiras de cada interveniente - reverteu para a compra de material hospitalar. Participaram neste tema João Fernando Ramos, Júlio Isidro, Luis Filipe Borges, Tomás Adrião, Viviane, Elisa, Bruno Correia, Átoa, Susana Félix, Filipa Sousa, Carlos Mendes, Sebastião Antunes, Yolanda Soares, José Cid, Ana Laíns, Gimba, Susana Travassos, João Só, Frederico BC, Selma Uamusse, Mário Mata, Luiz Caracol, Marta Carvalho, José Gonçalez, Maria João e Dora, para além dos músicos Alex Veiga (produtor), Alexandre Alves, Ernesto Rodrigues e Nuno Oliveira.
Ainda em 2020, Miguel Gizzas lança o seu novo trabalho, o romance "Lugar para Dois", finalista do Prémio Leya. O artista, que nos dois primeiros romances editara pela Gradiva, passa a ser editado pela Casa das Letras (pertencente à multinacional Leya), e a dividir-se em dois heterónimos: Miguel Gizzas, o cantor; Miguel Jesus, o escritor.
Em 2022, esta obra deu origem ao seu segundo cine-concerto, onde a história do romance homónimo é contada através de sete artes em simultâneo: às três usadas no romance anterior juntam-se a pintura, escultura, arquitetura e dança. O single de lançamento desta obra é "Comandante das Ruas".

## Reconhecimento
Escreveu a canção Amor num Mundo Normal, uma das 150 canções, que constam na antologia, As Palavras das Canções, organizada por João Calixto, editada com o apoio da Sociedade Portuguesa de Autores. 

## Discografia
Entre a sua discografia encontram-se os álbuns: 
- Tempo Ganho (2011) [5]
- Até que o mar acalme (2014)
- O dia em que o mar voltou (2016)
- The day the sea came back (2017)
- Lugar para Dois (2020)